# Ваља Путнеј (Сучава)
Ваља Путнеј (рум. Valea Putnei) насеље је у Румунији у округу Сучава у општини Пожората. Oпштина се налази на надморској висини од 853 m.

## Становништво
Према подацима из 2002. године у насељу је живело 364 становника, од којих су сви румунске националности.